# Ima (film)
Pour les articles homonymes, voir IMA.
Pour plus de détails, voir Fiche technique et Distribution.
Ima est un film français co-écrit et réalisé par Nils Tavernier, sorti en 2022.

## Synopsis
Le chanteur Dadju arrive dans sa ville natale, Kinshasa, pour donner un concert. Laetitia (Rébecca Juliana Ilunga), une de ses fans les plus ardentes, apprend que les billets sont épuisés. Elle sollicite alors son père pour qu'il utilise ses relations avec son patron, un riche homme d'affaires, pour obtenir un accès privé. Celui-ci convainc Dadju de donner un concert privé dans sa villa, espérant ainsi séduire Ima (Karidja Touré), sœur de Laetitia. Lors de ce concert, Dadju est immédiatement attiré par Ima.

## Fiche technique
Sauf indication contraire, les informations mentionnées dans cette section peuvent être confirmées par les bases de données cinématographiques Allociné et Unifrance,  présentes dans la section « Liens externes ».
- Titre original : Ima
- Réalisation : Nils Tavernier
- Scénario : Richard Bean, Laurent Bertoni et Nils Tavernier, d'après une idée originale de Dadju
- Musique : Dadju, Meïr Salah et Yaacov Salah
- Décors : Matala Deschamps
- Costumes : Bijou Kongolo
- Photographie : Guillaume Adrey
- Son : Tom Allibert-Bardoux
- Montage : Joël Bochter
- Production : Suzel Pietri et Guillaume Roy
- Production déléguée : Véronique Ménard et Sophie Ravard
- Sociétés de production : Silk and Sun ; Canal+ International et Flair Production (coproductions)
- Société de distribution : Pathé Live
- Pays de production :  France
- Langue originale : français
- Format : couleur — 2,35:1
- Genre : comédie romantique
- Durée : 90 minutes
- Dates de sortie :
  - France : 5 mai 2022 (avant-première à Paris)[1] ; 11 mai 2022 (sortie nationale)

## Distribution
- Dadju : lui-même
- Karidja Touré : Ima
- Djimo : Wilson
- Nick Mukoko : Yavan
- Rébecca Juliana Ilunga : Laetitia
- Moyindo Mpongo
- Anzor Alem : lui-même
- Joss Stinson

## Production
En juillet 2021, en plein festival de Cannes que le chanteur Dadju révèle sa préparation de son premier long métrage en tant qu'acteur, une comédie romantique ayant pour titre Ima, sous la réalisation de Nils Tavernier,.
Le tournage commence en fin juillet 2021, à Kinshasa, en République démocratique du Congo, en trente jours « avec le couvre-feu à cause de la pandémie de Covid-19 et la canicule ».
En février 2022, on apprend que Karidja Touré participe au film, de même que l'humoriste Djimo en avril.

## Accueil

### Post-production et sorties
En fin mars 2022, la bande-annonce du film se dévoile,.
Il est présenté, le 5 mai 2022, en avant-première au Gaumont Champs-Élysées à Paris, avant sa sortie nationale dès le 11 mai.

### Critiques
Pour Véronique Cauhapé du journal Le Monde, le film représente « du pur roman-photo conçu pour les fans du rappeur », de même que Nicolas Didier du Télérama soulignant « de concerts en dédicaces, le film tourne, malgré les bonnes intentions, à l’exercice d’autocélébration. Et la mise en scène atone affaiblit les séquences chantées, notamment les impros, si stimulantes soient-elles ».